# Monaco aux Jeux olympiques d'hiver de 2002
Cet article contient des informations sur la participation et les résultats de Monaco aux Jeux olympiques d'hiver de 2002, qui ont eu lieu à Salt Lake City aux États-Unis.

## Résultats

### Bobsleigh
Hommes
| Traîneau | Athlètes                           | Épreuve    | Manche 1 | Manche 1 | Manche 2 | Manche 2 | Manche 3 | Manche 3 | Manche 4 | Manche 4 | Total         | Total |
| Traîneau | Athlètes                           | Épreuve    | Temps    | Rang     | Temps    | Rang     | Temps    | Rang     | Temps    | Rang     | Temps         | Rang  |
| -------- | ---------------------------------- | ---------- | -------- | -------- | -------- | -------- | -------- | -------- | -------- | -------- | ------------- | ----- |
| MON-1    | Sébastien Gattuso Patrice Servelle | Bob à deux | 48 s 37  | 20       | 48 s 56  | 25       | 48 s 43  | 20       | 48 s 76  | 27       | 3 min 14 s 12 | 22    |

| Traîneau | Athlètes                                                                             | Épreuve      | Manche 1 | Manche 1 | Manche 2 | Manche 2 | Manche 3 | Manche 3 | Manche 4 | Manche 4 | Total         | Total |
| Traîneau | Athlètes                                                                             | Épreuve      | Temps    | Rang     | Temps    | Rang     | Temps    | Rang     | Temps    | Rang     | Temps         | Rang  |
| -------- | ------------------------------------------------------------------------------------ | ------------ | -------- | -------- | -------- | -------- | -------- | -------- | -------- | -------- | ------------- | ----- |
| MON-1    | Albert Grimaldi Charles Oula Sébastien Gattuso Patrice Servelle Jean-François Calmes | Bob à quatre | 47 s 82  | 25       | 48 s 02  | 25       | 52 s 44  | 30       | 48 s 91  | 24       | 3 min 17 s 19 | 28    |

## Référence
- (en) Cet article est partiellement ou en totalité issu de l’article de Wikipédia en anglais intitulé « Monaco at the 2002 Winter Olympics » (voir la liste des auteurs).